# اسسو
اسسو (به ایتالیایی: Asso) یک کومونه در ایتالیا است که در استان کومو واقع شده‌است. اسسو ۶٫۴۶ کیلومتر مربع مساحت و ۳٬۵۲۴ نفر جمعیت دارد و ۴۲۷ متر بالاتر از سطح دریا واقع شده‌است.

## خواهرخوانده
شهر Saint-Péray خواهرخواندهٔ اسسو هست.